# Biemond-Syndrom II
Das Biemond-Syndrom II ist eine sehr seltene angeborene Erkrankung mit den Hauptmerkmalen Geistige Behinderung, Adipositas und Iriskolobom.
Synonyme sind: Hypogonadismus-Kleinwuchs-Kolobom-präaxiale Polydaktylie-Syndrom  
Die Bezeichnung bezieht sich auf den Autoren der Erstbeschreibung aus dem Jahre 1934 durch den Neurologen Arie Biemond.
Nicht zu verwechseln ist das Biemond-Syndrom (Brachydaktylie - Nystagmus - zerebelläre Ataxie) oder die Biemond Ataxie.

## Verbreitung
Die Häufigkeit wird mit unter 1 zu 1.000.000 angegeben, die Vererbung erfolgt vermutlich autosomal-rezessiv.

## Ursache
Die Ursache ist bislang nicht bekannt.

## Klinische Erscheinungen
Klinische Kriterien sind:
- Hypogonadismus
- Kleinwuchs
- geistige Behinderung
- Adipositas
- Postaxiale Polydaktylie
- Iriskolobom

Hinzu können Hydrocephalus und Gesichtsdysmorphien treten.

## Differentialdiagnose
Abzugrenzen ist das klinisch ähnliche Laurence-Moon-Biedl-Bardet-Syndrom sowie das Alström-Syndrom.